# Oleksii Réznikov
Oleksii Yúriyovych Réznikov (en ucraniano: Олексій Юрійович Резніков; Leópolis, Unión Soviética, 18 de junio de 1966) es un abogado y político ucraniano que entre  2021 y 2024 se desempeñó como ministro de Defensa de Ucrania. Réznikov anteriormente ocupó varios puestos en el gobierno de Ucrania; vice primer ministro, ministro para la Reintegración de los Territorios Ocupados Temporalmente de Ucrania, subdirector de la administración estatal de la ciudad de Kiev de 2016 a 2018, y vicealcalde-secretario del ayuntamiento de Kiev desde junio de 2014 a diciembre de 2015. Réznikov también se desempeñó como jefe de la delegación nacional de Ucrania en el Congreso de Autoridades Locales y Regionales del Consejo de Europa de 2015 a 2016, y fue elegido por el presidente Volodímir Zelenski el 5 de mayo de 2020 para representar a Ucrania en el subgrupo político de trabajo en el Grupo de Contacto Trilateral sobre un arreglo a la guerra del Dombás.
El 5 de septiembre de 2023, la VerKhovna Rada de Ucrania votó a favor de la dimisión del ministro de Defensa de Ucrania, Reznikov ("a favor" - 327 diputados del pueblo, "en contra" - 4, "se abstuvo" - 11)

## Infancia y educación
Réznikov nació en Leópolis, entonces parte de la República Socialista Soviética de Ucrania en la Unión Soviética. Su padre, Yury Réznikov, era profesor, maestro de acrobacias deportivas, rector del Instituto Estatal de Cultura Física de Lviv y su madre, Elena Réznikova, era neuróloga en la clínica neuropsiquiátrica de Lviv, Maestra de Deportes en Gimnasia Rítmica.
De 1984 a 1986, Réznikov sirvió en la Fuerza Aérea Soviética.
Réznikov asistió a la Universidad de Leópolis y recibió una maestría con honores en Derecho en 1991. Durante sus años universitarios, Réznikov participó activamente en la vida estudiantil: ganó las Olimpiadas de Estudiantes de Derecho en la República Socialista Soviética de Ucrania en las competencias individuales y por equipos y representó a Ucrania en el Estudiante de Derecho. Juegos Olímpicos en toda la Unión Soviética.
Además de su ucraniano nativo, Réznikov habla ruso, inglés y polaco con fluidez.

## Carrera profesional

### Carrera profesional
La carrera profesional de Réznikov comenzó durante su último año de universidad, cuando cofundó la empresa de corretaje Galicia Securities. Entre 1999 y 2002, se desempeñó como Director Adjunto del Centro de Legislación de Ucrania en Kiev. También estableció el bufete de abogados, Pravis (más tarde Reznikov, Vlasenko and Partners), que, en 2006, se fusionó con el bufete de abogados Magister and Partners para convertirse en Magísteres.
En 2009 y 2010, Magisters ganó el premio Chambers Europe. En 2010, la revista británica The Lawyer nombró a Magisters como el mejor bufete de abogados de Rusia y la CEI. En 2011, Magisters fue objeto de una adquisición amistosa por parte de Egórov, Puginsky, Afanásiev and Partners, un grupo internacional con oficinas en Londres, Moscú, San Petersburgo, Kiev, Minsk y Washington D. C.. Hasta el 3 de julio de 2014, Réznikov dirigió el Departamento de Controversias y se desempeñó como consejero general de Egorov, Puginsky, Afanasiev and Partners.
Durante su práctica legal defendió al entonces candidato presidencial Víktor Yúshchenko ante la Corte Suprema de Ucrania, y se anuló la tercera ronda de las elecciones presidenciales de Ucrania de 2004.
Réznikov representó a B. Fuksman y O. Rodnyanskiy en su caso contra el "Studio 1 + 1" en la empresa de Central European Media Enterprises, perteneciente a su participación en la propiedad. Representó al Consorcio "Inversión-Unión Metalúrgica" defendiendo la legalidad de la privatización del "Krivorozhstal"; defendió a PFC "Dniéper" en la privatización de la "Planta de ferroaleaciones de Nikopol". Réznikov también representó a varias otras personas, incluidas Sávik Shuster, Vladímir Gusinsky, OJSC "Arsellor Mittal Kryviy Rih", empresa "Quasar" Sadogan Petroleum, DCH, FC "Metallist" (acusado de violar los principios del juego limpio), IA "IMC" Corporación "Interpipe". Adquirió una amplia experiencia en la representación de clientes en el Tribunal Económico Supremo de Ucrania,
El 20 de junio de 2014, se suspendió la licencia de abogado de Réznikov (expedida originalmente el 10 de marzo de 1994), debido a su nombramiento como Secretario del Ayuntamiento de Kiev.
En noviembre de 2018, Réznikov renovó su práctica legal como socio en el bufete de abogados Asters. Oleksii Réznikov se enfoca en la resolución alternativa de disputas que incluye: determinación de expertos, negociación, facilitación, conciliación, mediación, investigación de hechos, evaluación neutral temprana, conferencia de conciliación y acuerdos de conciliación.

#### Actividades sociales y comunitarias
- Fue miembro de la Cámara de Certificación de Calificaciones de la Comisión Disciplinaria del Colegio de Abogados de Kiev.
- Proporcionó asistencia jurídica y apoyo al Sindicato Médico de Ucrania.
- En 2005, fue miembro del Consejo de Supervisión de OJSC "State Savings Bank of Ukraine"
- Docente en la Escuela de Habilidades de Abogados.
- Clases dictadas para jóvenes abogados en la Universidad Nacional de Kiev-Moguila, Solomon University, Universidad de Leópolis, Universidad Nacional Tarás Shevchenko de Kiev. Desde 2009 – Profesor de Derecho Público en la Universidad Internacional de Salomón. Impartió el curso "Abogacía en Ucrania" "Problemas reales del derecho judicial en Ucrania".
- Desde 2010, fundador de la "Beca Oleksii Réznikov para jóvenes y talentosos graduados en derecho de Ucrania".
- Autor de talleres en el marco del proyecto general con la Oficina de las principales publicaciones bielorrusas de "Derecho industrial y comercial".
- Participó en el desarrollo del proyecto "Código fiscal de Ucrania", la Ley de Ucrania "Sobre la defensa en Ucrania" y los cambios en el Código de Comercio.
- Participó en la versión de televisión ucraniana del programa "¿Qué? ¿Dónde? ¿Cuándo? Star Wars", ganando en la competencia por equipos y recibiendo el premio "Silver Owl" en la temporada 2014.

## Carrera política

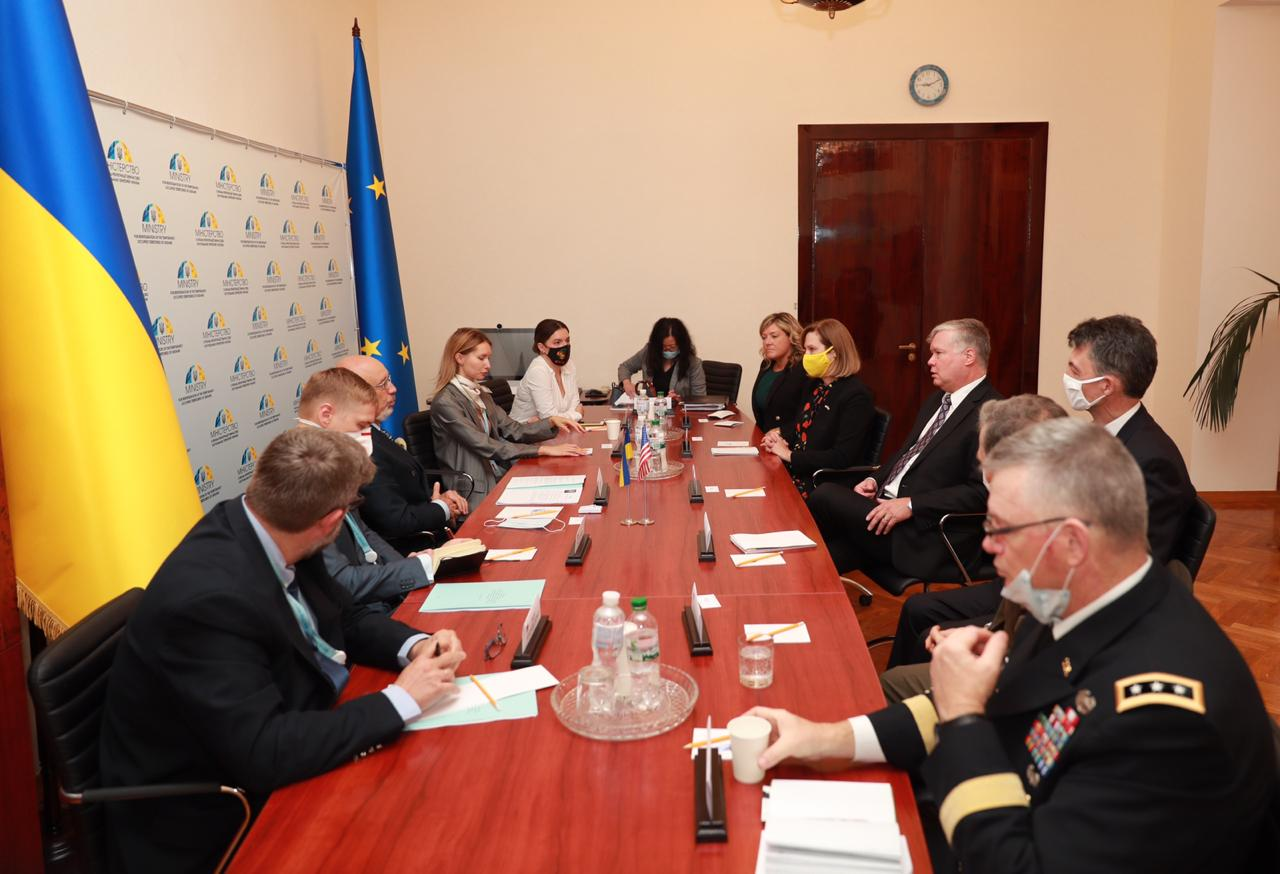
Réznikov se reúne con el subsecretario de Estado de los Estados Unidos, Stephen Biegun, en Kiev el 26 de agosto de 2020

En las elecciones locales de Kiev de 2014, Réznikov fue elegido para la séptima convocatoria del Ayuntamiento de Kiev como miembro de Solidaridad. Réznikov se desempeñó como presidente de la Comisión del Ayuntamiento de Kiev para la Restitución de los Derechos de los Rehabilitados. El 19 de junio de 2014 fue nombrado teniente de alcalde y secretario del Ayuntamiento de Kiev. 
Réznikov se ha desempeñado en múltiples cargos, incluido el de jefe de la delegación nacional de Ucrania en el Congreso de Autoridades Locales y Regionales del Consejo de Europa de 2015 a 2016. Luego, se dedicó al activismo y se desempeñó como vicepresidente del Consejo Mayor Anticorrupción. como miembro de la junta directiva del proyecto social "Hagámoslo Juntos". Al mismo tiempo, también se mantuvo en el gobierno incorporándose al Equipo de Reforma para la Descentralización, Gobierno Local y Política Regional del Ministerio de Desarrollo de las Comunidades y Territorios.
El 4 de marzo de 2020, Réznikov fue nombrado vice primer ministro, ministro de Reintegración de los Territorios Temporalmente Ocupados de Ucrania en el Gobierno de Shmyhal. El 18 de septiembre de 2019, el presidente Volodímir Zelenski autorizó a Réznikov a representar a Ucrania en el subgrupo político de trabajo en el Grupo de Contacto Trilateral sobre un acuerdo de Donbass. El 5 de mayo de 2020, el presidente Volodímir Zelenski autorizó a Réznikov a ser el Primer Jefe Adjunto de la delegación ucraniana en el Grupo de Contacto Trilateral.
El 1 de noviembre de 2021, Oleksii Réznikov presentó su carta de renuncia al cargo de vice primer ministro, ministro para la Reintegración de los Territorios Temporalmente Ocupados de Ucrania. Esta solicitud de renuncia fue registrada por la Rada Suprema el 1 de noviembre de 2021. El 3 de noviembre de 2021, la Rada Suprema lo destituyó como ministro de Reintegración de los Territorios Temporalmente Ocupados de Ucrania y posteriormente lo nombró ministro de Defensa.
Estados Unidos estimó en diciembre de 2021 que Rusia podría reunir 175.000 soldados para invadir Ucrania. Réznikov dijo que "tenemos 250.000 oficiales... miembros de nuestro ejército. Además, dije 400.000 veteranos y 200.000 reservistas. 175.000 (no es) suficiente para ir a Ucrania". Réznikov dijo que Rusia podría lanzar un ataque a gran escala contra Ucrania a finales de enero de 2022. En diciembre de 2021 acusó a Alemania de vetar la compra de Ucrania de rifles anti-drones y sistemas anti-francotiradores a través de la Oficina de Apoyo y Adquisiciones de la OTAN.
El 25 de enero de 2022, Réznikov dijo que actualmente no ve ninguna amenaza de una invasión rusa a gran escala de Ucrania.

## Vida personal
Réznikov participa en incursiones de trofeos y rallies, disfruta del buceo, juega al tenis y esquia. Fue el director de los cortometrajes amateur "People-quad" y "People-ATV: Elusive Again". Tiene más de 260 expediciones de buceo, 163 saltos en paracaídas y decenas de miles de kilómetros recorridos en vehículos todo terreno sobre terreno accidentado.
En 2009, participó en el Silk Way Rally de las Dakar Series como copiloto y navegante. La manifestación tuvo lugar en el territorio de tres países (Rusia, Kazajistán y Turkmenistán) y el desierto de Karakum.
- Dos veces medallista de plata del trofeo raid de Ucrania (2011-2012);
- Campeón del raid de trofeos de Ucrania (2013);
- Master of Sport de Ucrania en Motorsport.

## Honores y premios
- Durante los últimos 10 años, el Sr. Réznikov permaneció en las listas de los abogados más destacados de Ucrania.
- Abogado de Honor de Ucrania en 2006.
- Encabeza la lista de los mejores profesionales para resolver disputas según las revistas profesionales internacionales «PLC Which Lawyer?» Desde 2007.
- Profesor Honorario de la Universidad Internacional de Salomón. El título fue otorgado por una serie de talleres organizados para estudiantes, graduados y profesionales desde 2008.
- En lo más alto de primera categoría de abogados para resolver litigios según la edición de Chambers Europe. En la parte superior de los cincuenta mejores abogados de Ucrania según la calificación "Leading Lawyers of Ukraine" en 2008.
- Guía de abogados litigantes líderes en el mundo Réznikov fue reconocido como uno de los mejores abogados litigantes en Ucrania por la Guía de abogados litigantes líderes en el mundo. El mismo año, la revista "Focus" colocó a O.Réznikov entre los 30 abogados más exitosos del país (2010).
- En 2019, en una recepción dedicada al Día de la Independencia, el embajador de la República de Polonia en Ucrania, Bartosz Jan Cichocki, entregó a Oleksii Réznikov un premio estatal: la Cruz de Plata al Mérito (Polonia).